# Остерська вулиця (Труханів острів)
Осте́рська ву́лиця — зникла вулиця міста Києва, що існувала в робітничому селищі на Трухановому острові. Пролягала від Набережної до Полтавської вулиці.
Прилучалися Конотопська, Харківська, Конторська, Чигиринська та Полтавська вулиці.

## Історія
Виникла 1907 року під час розпланування селища на Трухановому острові під назвою Остерський провулок. У списку вулиць 1940 року та на німецькій карті 1943 року позначена під назвою Остерська вулиця. Восени 1943 року при відступі з Києва німецькі окупанти спалили селище на острові, тоді ж припинила існування вся вулична мережа включно із Остерською вулицею. 
1953 року такою ж назвою було названо нову вулицю у селищі ДВРЗ.